# Global Trade Item Number
El número global de artículo comercial (en inglés Global Trade Item Number o GTIN) es el número mundial de un artículo comercial y está desarrollado por la empresa GS1, el cual es utilizado para identificar de manera única a cualquier producto o ítem sobre el cual existe una necesidad de obtener una información específica y al cual se le debe asignar un precio. Esta definición incluye materias primas, productos terminados, insumos y servicios.

## Principios básicos de asignación
- La asignación del GTIN está reglamentada y administrada a nivel mundial por GS1, organismo con fines de lucro encargado de desarrollar y administrar estándares de identificación.
- Una serie de ítems del mismo conjunto utilizan el mismo GTIN.
- Un ítem con el nivel más bajo de empaque, como son las unidades de venta para minoristas, debe ser identificado con un GTIN con la estructura de datos EAN/UCC-8, EAN/UCC-12 o EAN/UCC-13.

## Códigos
El GTIN tiene cuatro estructuras definidas, cada una de ellas presenta un número único de dígitos de acuerdo a una necesidad preestablecida, además de su respectivo almacenamiento en base de datos. 

### UCC-12 (doce dígitos)
- Seis dígitos que representan el prefijo de la compañía
- Cinco dígitos que representan el número de referencia del ítem, producto o servicio
- Un dígito que representa el dígito de chequeo.

o:
- Siete dígitos que representan el prefijo de la compañía
- Cuatro dígitos que representan el número de referencia del ítem, producto o servicio
- Un dígito que representa el dígito de chequeo.

o:
- Ocho  dígitos que representan el prefijo de la compañía
- Tres dígitos que representan el número de referencia del ítem, producto o servicio
- Un dígito que representa el dígito de chequeo.

o:
- Nueve dígitos que representan el prefijo de la compañía
- Dos dígitos que representan el número de referencia del ítem, producto o servicio
- Un dígito que representa el dígito de chequeo.

### EAN/UCC-13 (trece dígitos)
- Doce dígitos que contienen el prefijo de la compañía EAN. UCC y el número de referencia del ítem
- Un dígito que representa el dígito de chequeo

### EAN/UCC-14 (catorce dígitos)
- Un dígito que representa el dígito indicador del nivel de agrupación
- Doce dígitos que contiene el prefijo de la compañía en EAN. UPC y el número de referencia del ítem
- Un dígito que representa el dígito de chequeo

### EAN/UCC-8 (ocho dígitos)
- Siete dígitos que contienen el prefijo de la compañía en EAN. UPC y el número de referencia del ítem
- Un dígito que representa el dígito de chequeo